# Rayle
Rayle – miasto w Stanach Zjednoczonych, w stanie Georgia, w hrabstwie Wilkes.